# Royal Scup Dieleghem Jette

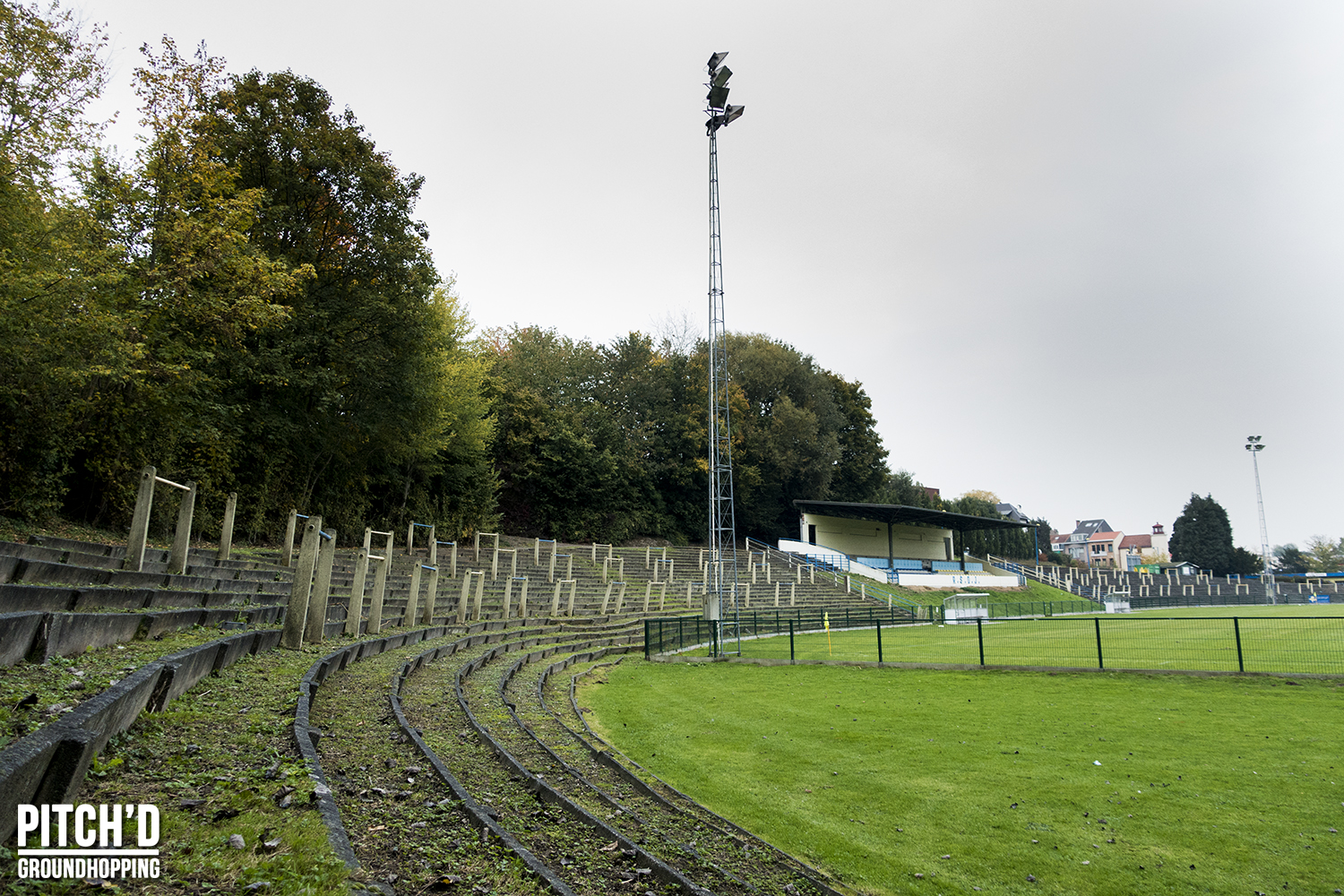
Stadion RSD Jette

Royal Scup Dieleghem Jette is een Belgische voetbalclub uit Jette. De club is aangesloten bij de KBVB met stamnummer 474 en heeft geel en blauw als kleuren. Als SCUP Jette speelde de club in haar bestaan meer dan drie decennia in de nationale reeksen.

## Geschiedenis
Reeds voor en kort na de Eerste Wereldoorlog waren in Jette verschillende voetbalploegen actief, zoals La Jettoise, Excelsior Jette, Saint-Anne Jette, Dieleghem Jette, Union et Progress Jette en Sporting Club Jette. Dit waren kleine, lokale ploegjes die niet bij de Belgische Voetbalbond waren aangesloten. In 1922 verenigden verschillende ploegen uit Jette zich en er werd één club opgericht onder de naam Sporting Club Union & Progress Jette, afgekort SCUP Jette. De club sloot zich enkele jaren later aan bij de Belgische Voetbalbond, waar men stamnummer 474 kreeg.
SCUP ging van start in de regionale reeksen, maar klom daar vlug op en bereikte reeds in 1931 de nationale bevorderingsreeksen, toen het derde niveau. Jette speelde er aanvankelijk vlot mee in de middenmoot en werd in 1933 zelfs derde in zijn reeks. In 1934 werd men echter op twee na laatste en de club zakte weer na drie jaar nationaal voetbal. Jette bleef niet lang weg uit de nationale reeksen en keerde in 1935 weer terug in Bevordering. De club eindigde er de volgende jaren telkens bij de beteren, tot men in 1939 weer op een degradatieplaats eindigde en na vier jaar Bevordering weer moest zakken.
Tijdens de Tweede Wereldoorlog ging de club meermaals op en neer tussen de nationale en de onderliggende reeksen. Zowel in 1942 als in 1945 keerde SCUP Jette immers terug in Bevordering, maar telkens eindigde men op een degradatieplaats zodat men beide keren na een seizoen weer verdween. Na de oorlog kon de club niet meteen terugkeren in de nationale reeksen.
In 1951 werd de club koninklijk en heette voortaan Royal Sporting Club Union & Progress Jette. In 1952 werden er grote competitiehervormingen doorgevoerd en werd een Vierde Klasse gecreëerd die voortaan de bevorderingsreeksen zou vormen. Na een half decennium keerde SCUP Jette dat jaar terug in de nationale bevorderingsreeksen, nu dus Vierde Klasse. Men was er meteen bij de beteren en in zijn derde seizoen slaagde SCUP er zelfs in zijn reeks te winnen. Zo promoveerde de club in 1955 verder naar Derde Klasse.
Royal SCUP Jette kon zich een paar jaar handhaven in de middenmoot in derde klasse, tot men in 1959 afgetekend allerlaatste eindigde. Na vier jaar degradeerde men zo uit derde klasse. Het verval zette zich meteen verder in vierde klasse. SCUP werd er immers voorlaatste en zakte in 1960 verder naar eerste provinciale na acht jaar nationaal voetbal.
Na vier jaar provinciaal voetbal keerde Jette in 1964 terug in vierde klasse. De eerste seizoenen kon men zich vlot handhaven in de middenmoot. Rond 1970 kende men enkele keren een moeilijk seizoen, waarin men maar net boven de degradatieplaatsen eindigde. Uiteindelijk werd men in 1976 op twee na laatste, wat opnieuw degradatie betekende na 12 jaar onafgebroken nationaal voetbal. Na twee jaar in eerste provinciale keerde SCUP in 1978 nog eens terug naar vierde klasse. Deze terugkeer was echter van korte duur want na twee seizoenen eindigde SCUP Jette op een laatste plaats en zo zakte men in 1980 opnieuw.
SCUP Jette bleef gedurende de jaren 80 in de provinciale reeksen spelen. Na 11 jaar kon de club in 1991 nog eens terugkeren in Vierde Klasse. De club kon er zich even handhaven, maar in 1994 eindigde men op ruime afstand laatste en zo degradeerde men na drie jaar opnieuw naar Eerste Provinciale. SCUP zakte daarna nog verder weg naar Tweede Provinciale, waar men bleef spelen tot het eind van de eeuw.
In 2002 fusioneerde SCUP Jette met Etoile Dieleghem. Deze naburige club was halverwege de jaren 70 opgericht en bij de KBVB aangesloten met stamnummer 8682. Etoile Dieleghem was enige tijd voor de fusie opgeklommen tot in eerste provinciale. De fusieclub werd Royal Scup Dieleghem Jette genoemd en speelde verder met het oude stamnummer 474 van SCUP; stamnummer 8682 van Dieleghem verdween. SCUP Jette was in 2002 tweede geëindigd in tweede provinciale en had er promotie behaald, zodat RSD Jette na de fusie in eerste provinciale kon aantreden. Twee jaar na de fusie stootte RSD Jette al voor het eerst door naar vierde klasse, tien jaar nadat SCUP voor het laatst nationaal voetbal had gespeeld. Het verblijf was echter van korte duur. RSD Jette werd voorlaatste en zakte weer naar eerste provinciale. De club bleef de volgende jaren in de provinciale reeksen spelen, waar men zelfs even verder weg zakte.
Vanaf het seizoen 2017-2018 werden de Brabantse provinciale reeksen opgesplitst in Vlaamse (dus Nederlandstalige) en Waalse (Franstalige) reeksen. Dit o.a. om aanspraak te kunnen maken op subsidies vanuit BLOSO of de Waalse tegenhanger ADEPS. Politiek was de provincie Brabant al in 1995 gesplitst in Waals-Brabant en Vlaams-Brabant. Omwille van het lage aantal Franstalige ploegen in de hoogste provinciale reeks, diende men clubs uit 2e provinciale op te vissen om tot een volwaardige reeks te komen en kwam RSD Jette vanaf dat seizoen in een eenvoudiger reeks terecht. De ploeg eindigde 2e in de reguliere competitie, na kampioen RCS Brainois. De ploeg plaatste zich zo voor de interprovinciale eindronde en winst finaal de promotie naar Nationaal voetbal af te dwingen. Ook daar was inmiddels een hervorming doorgevoerd. Waar je vroeger 1e, 2e, 3e en 4e nationale had, werden deze herdoopt naar Pro League (1A), Challenger Pro League (1B), 1e Nationale, 2e Nationale en 3e Nationale.
RSD Jette werd ingedeeld in 3A van de ACFF (Franstalige tak) en eindigde in seizoen 2018-2019 op 11e plaats op 16 clubs, met 34 punten, en wist zich te handhaven op dit niveau.
Het seizoen 2019-2020 werd afgesloten op een 2e plaats, na de buren van FC Ganshoren. Zowel FC Ganshoren als RSD Jette promoveerden zo naar 2e Nationale ACFF.
Het 1e seizoen in "Tweede Nationale," het seizoen 2020-2021, werd voortijdig stopgezet omwille van Covid. 
Het seizoen 2021-2022 werd afgesloten op een 10e plaats (op 16 ploegen) met 36 punten. 
Het 3e seizoen in 2e nationale, 2022-2023, startte behoorlijk goed voor de geel-blauwe club, maar na nieuwjaar werden nog nauwelijks punten gesprokkeld. 3 overwinningen en 5 gelijke spelen na nieuwjaar brachten de totaalbalans voor het seizoen op 35 punten en een 15e plaats op 18 ploegen. Toen RSD Jette 4 speeldagen voor het einde verloor van direct concurrent Solières, zag het er erg slecht uit. Doch Solières pakte nadien geen enkel punt meer, terwijl RSD Jette een verrassende overwinning haalde tegen La Louvière en zich in extremis wist te redden.

## Resultaten
| Seizoen | Klasse | Klasse | Klasse | Klasse | Klasse | Klasse | Klasse | Reeks                                                    | Punten                                                   | Opmerkingen                                                             |
|         | 1A     | 1B     | 1Am    | 2Am    | 3Am    | P.I    | P.II   | Vanaf 2016-17 zijn er 3 nationale en 2 regionale niveaus | Vanaf 2016-17 zijn er 3 nationale en 2 regionale niveaus | Vanaf 2016-17 zijn er 3 nationale en 2 regionale niveaus                |
| ------- | ------ | ------ | ------ | ------ | ------ | ------ | ------ | -------------------------------------------------------- | -------------------------------------------------------- | ----------------------------------------------------------------------- |
| 2016/17 |        |        |        |        |        | 8      |        | 1ste prov. Brabant                                       | 43                                                       |                                                                         |
| 2017/18 |        |        |        |        |        | 2      |        | 1ste prov. Brab ACFF                                     | 48                                                       | Promotie via interprovinciale eindronde                                 |
| 2018/19 |        |        |        |        | 11     |        |        | Derde klasse Am.                                         | 34                                                       |                                                                         |
| 2019/20 |        |        |        |        | 2      |        |        | Derde klasse Am.                                         | 48                                                       | Competitie stopgezet vanwege COVID-19-virus. Promotie naar 2e afdeling. |
| 2020/21 |        |        |        | -      |        |        |        | Tweede afdeling                                          | -                                                        | Geen competitie vanwege COVID-19-virus.                                 |
| 2021/22 |        |        |        | 10     |        |        |        | Tweede afdeling                                          | 36                                                       |                                                                         |
| 2022/23 |        |        |        | 15     |        |        |        | Tweede afdeling                                          | 35                                                       |                                                                         |
| 2023/24 |        |        |        | 15     |        |        |        | Tweede afdeling ACFF                                     | 35                                                       |                                                                         |
| 2024/25 |        |        |        | 10     |        |        |        | Tweede afdeling ACFF                                     | 44                                                       |                                                                         |
| 2025/26 |        |        |        |        |        |        |        | Tweede Afdeling ACFF                                     |                                                          |                                                                         |

## Bekende (oud-)spelers
- Alain De Nil
- Dieudonné Kalulika
- Junior Malanda
- Sanharib Malki Sabah
- John De Schrijver
- Jean-Jacques Kalonji Kayembe